# Dendroaspis jamesoni
Dendroaspis jamesoni (Jamesons mamba) är en ormart som beskrevs av Traill 1843. Dendroaspis jamesoni ingår i släktet mambor, och familjen giftsnokar. Förekommer främst i centralafrikas ekvatorbälte, från västkusten till Kenyas västligaste delar.
Arten förekommer i centrala Afrika från Ghana och Sydsudan i norr till Angola och norra Zambia.

## Underarter
Arten delas in i följande underarter:
- D. j. jamesoni
- D. j. kaimosae